# Platina-hexafluorid
A platina-hexafluorid szervetlen vegyület, képlete PtF6, a tizenhét ismert biner hexafluorid egyike. Sötétvörös, illékony szilárd anyag, gázállapotban vörös színű. A platina egyetlen vegyülete, melyben oxidációs száma +6. Csak négy d-elektronja van, így paramágneses, alapállapota triplett. Erős oxidáló- és fluorozószer. Molekulája mind szilárd, mind gázállapotban oktaéderes, benne a Pt−F kötéshossz 185 pikométer.

## Előállítása
Első előállítása fluor és fémplatina reakciójával történt. Ma is ezt az eljárást használják.
Pt + 3 F2 → PtF6
Előállítható a PtF5 pentafluorid diszproporciójával is, ilyenkor melléktermékként a tetrafluorid (PtF4) keletkezik. A szükséges PtF5 a PtCl2 fluorozásával nyerhető:
2 PtCl2 + 5 F2 → 2 PtF5 + 2 Cl2
2 PtF5 → PtF6 + PtF4

## Hexafluoroplatinátok
A platina-hexafluorid egy elektron felvételével hexafluoroplatinát aniont – PtF−6 – képez. A reakció kation képzésére kevéssé hajlamos elemekkel és vegyületekkel végbemegy, xenonnal például „XePtF6” xenon-hexafluoroplatinát keletkezik (ami valójában XeFPtF5, XeFPt2F11 és Xe2F3PtF6 keveréke). Ennek a reakciónak az 1962-es felfedezése bizonyította be, hogy a nemesgázok is képeznek vegyületeket. A xenonnal végzett kísérletet megelőzően igazolták, hogy a PtF6 reagál az oxigénnel, és [O2]+[PtF6]− képletű dioxigenil-hexafluoroplatinátot képez.

## Fordítás
Ez a szócikk részben vagy egészben  a   Platinum hexafluoride című angol Wikipédia-szócikk ezen változatának fordításán alapul.  Az eredeti cikk szerkesztőit annak laptörténete sorolja fel. Ez a jelzés csupán a megfogalmazás eredetét és a szerzői jogokat jelzi, nem szolgál a cikkben szereplő információk forrásmegjelöléseként.

## További olvasnivalók
- Holleman, A. F.; Wiberg, E. "Inorganic Chemistry" Academic Press: San Diego, 2001. ISBN 0-12-352651-5.